# Festival de Cannes 1985
Le Festival de Cannes 1985, 38e édition, s'est déroulé du 8 au 20 mai 1985 au Palais des festivals, à Cannes.

## Jurys

### Compétition
- Président du jury : Miloš Forman, réalisateur
- Claude Imbert, journaliste
- Edwin Zbonek, représentant officiel de la Cinémathèque
- Francis Veber, réalisateur et scénariste
- Jorge Amado, écrivain
- Mauro Bolognini, réalisateur
- Michel Perez, critique
- Mo Rothmann, producteur
- Néstor Almendros, directeur photo
- Sarah Miles, comédienne

### Caméra d'or
- Bernard Jubard
- Bertrand Van Effenterre, réalisateur
- Joël Magny, critique
- Jose Vieira Marques, cinéphile
- Lorenzo Codelli, journaliste
- Peter Cowie, journaliste

## Sélections

### Sélection officielle

#### Compétition
La sélection officielle en compétition se compose de 20 films :
- Adieu Bonaparte (Wadaan Bonabart) de Youssef Chahine  Égypte
- Birdy d'Alan Parker  États-Unis
- Bliss de Ray Lawrence  Australie
- Derborence de Francis Reusser  Suisse
- Détective de Jean-Luc Godard  France
- Une nuit de réflexion (Insignificance) de Nicolas Roeg  Royaume-Uni
- Joshua Then and Now de Ted Kotcheff  Canada
- Le Baiser de la femme araignée (O Beijo da mulher aranha) de Héctor Babenco  Brésil
- L'Histoire officielle (La historia oficial) de Luis Puenzo  Argentine
- La Double Vie de Mathias Pascal (Le due vite di Mattia Pascal) de Mario Monicelli  Italie
- Mask de Peter Bogdanovich  États-Unis
- Mishima (Mishima: A Life in Four Chapters) de Paul Schrader  États-Unis
- Papa est en voyage d'affaires (Otac na službenom putu) d'Emir Kusturica  Yougoslavie
- Pale Rider, le cavalier solitaire (Pale Rider) de Clint Eastwood  États-Unis
- Poulet au vinaigre de Claude Chabrol  France
- Colonel Redl (Oberst Redl) de István Szabó  Hongrie
- Rendez-vous d'André Téchiné  France
- Adieu l'arche (Saraba hakobune) de Shūji Terayama  Japon
- Le Fou de guerre (Scemo di guerra) de Dino Risi  Italie
- Coca Cola Kid (The Coca-Cola Kid) de Dušan Makavejev  Australie

#### Un certain regard
La section Un certain regard comprend 17 films :
- Porc royal (A Private Function) de Malcolm Mowbray
- A.K. de Chris Marker
- Au fond de la nuit (Ad sof halailah) d'Eitan Green
- La Maladie de la mort (Das Mal des Todes) de Peter Handke
- Héritage (Dediščina) de Matjaž Klopčič
- Empty Quarter de Raymond Depardon
- Les Feux d'Himatsuri (Himatsuri) de Mitsuo Yanagimachi
- Il diavolo sulle colline d'Elizabeth Rosen
- Latino de Haskell Wexler
- Le Thé au harem d'Archimède de Mehdi Charef
- Mon doux, mon chéri, mon aimé, mon unique (Milyy, dorogoy, lyubimyy, edinstvennyy...) de Dinara Assanova
- Monsieur de Pourceaugnac de Michel Mitrani
- Mystère Alexina de René Féret
- Oriana de Fina Torres
- Notre père (Padre nuestro) de Francisco Regueiro
- Tokyo-Ga de Wim Wenders
- Une nuit de glace (Han Ye) de Wen Que

#### Hors compétition
7 films sont présentés hors compétition :
- Die Nacht de Hans-Jürgen Syberberg
- Le Saut (Jumping) d'Osamu Tezuka
- Le Temps détruit de Pierre Beuchot
- Night Magic de Lewis Furey
- La Forêt d'émeraude (The Emerald Forest) de John Boorman
- La Rose pourpre du Caire (The Purple Rose of Cairo) de Woody Allen
- Witness de Peter Weir

### Quinzaine des réalisateurs
- A Flash Of Green de Victor Nuñez
- Crossover Dreams de Leon Ichaso
- Da Capo de Pekka Lehto et Pirjo Honkasalo
- Un crime pour une passion (Dance with a stranger) de Mike Newell
- Recherche Susan désespérément (Desperatly Seeking Susan) de Susan Seidelman
- Dim Sum de Wayne Wang
- El Hob Fouk Adabat El Haram d'Atef El Tayeb
- Gazl El Banat de Jocelyne Saab
- Gouloubye Gory d'Eldar Chenguelaia
- Impiegati de Pupi Avati
- La Ciudad Y Los Perros de Francisco José Lombardi
- La Noche Mas Hermosa de Manuel Gutiérrez Aragón
- Les Anges de Ridha Béhi
- Lieber Karl de Maria Knilli
- Megfelelo Ember Kenyes Feladatra de Janos Kovacsi
- O Erotas tou Odyssea de Vassilis Vafeas
- Osōshiki de Jūzō Itami
- The Innocent de John Mackenzie

### Perspectives du Cinéma Français
Source : Site d'Unifrance

#### Longs-métrages
- Caryl Chessman - L'écriture contre la mort de Jean-Christophe Rosé
- Dorénavant tout sera comme d'habitude de Roland Allard
- Elle a passé tant d'heures sous les sunlights de Philippe Garrel
- Elsa, Elsa de Didier Haudepin
- Empty Quarter de Raymond Depardon
- L'Affaire des divisions Morituri de F.J. Ossang
- La Part de l'autre de Jeanne Labrune
- Le Temps d'un instant de Pierre Jallaud
- Les Destins de Manoel de Raoul Ruiz
- Passage secret de Laurent Perrin
- Visage de chien de Jacek Gasiorowski

#### Courts-métrages
- Belgica-Argentina d'Olivier Langlois
- Contes crépusculaires de Yves Charnay
- Esther de Jacqueline Gozland
- Impair et passe de Patrick Chiuzzi
- La Poupée qui tousse de Farid Lahouassa
- La Vraie Histoire du Chaperon Rouge d'Anne Ikhlef
- Le Ruban de Françoise-Caroline Jacob
- Le Réacteur Vernet de Laurent Dussaux
- Tant que farem aital de Roger Souza

### Semaine de la critique
- Sacrée Barbaque (A Marvada Carne) d'André Klotzel (Brésil)
- La Cage aux canaris de Pavel Tchoukhraï (URSS)
- The Color of Blood (The Killing Floor) de Bill Duke (Etats-Unis)
- Fucha de Michai Dudziewicz (Pologne)
- Kolp de Roland Suso Richter (RFA)
- Le Temps détruit de Pierre Beuchot (France)
- Vertiges de Christine Laurent (France)
- Visages de femmes de Désiré Ecaré (Côte d'Ivoire)

## Palmarès
- Palme d'or (à l'unanimité) : Papa est en voyage d'affaires (Otac na službenom putu) d'Emir Kusturica
- Grand prix du jury : Birdy d'Alan Parker
- Prix d'interprétation masculine : William Hurt pour Le Baiser de la femme araignée (O Beijo da mulher aranha) d'Héctor Babenco
- Prix d'interprétation féminine (ex æquo) : 
  - Cher pour Mask de Peter Bogdanovich
  - Norma Aleandro pour L'Histoire officielle (La historia oficial) de Luis Puenzo
- Prix de la mise en scène : André Téchiné pour Rendez-vous
- Prix du jury : Colonel Redl (Oberst Redl) d'István Szabó
- Prix FIPRESCI de la Critique internationale : Papa est en voyage d'affaires (Otac na službenom putu) d'Emir Kusturica
- Prix de la contribution artistique : Mishima (Mishima: A Life in Four Chapters) de Paul Schrader
- Grand prix de la commission technique supérieure : Une nuit de réflexion (Insignificance) de Nicolas Roeg
- Caméra d'or : Oriana de Fina Torres
- Palme d'or du court-métrage : Mariage (Jenitba) de Slav Bakalov et Rumen Petkov